# Svarog
Svarog (tudi Tvarog, Rarog, Rarach, Jarog, Svarun) je slabo poznano slovansko božanstvo, ki velja za očeta Svarožiča/Svarožičev; po starovzhodnoslovanski legendi je tudi stari kralj med ljudmi. 

## Etimologija
Ipatska kronika posebej potrjuje, da so Slovani s Svarogom imenovali nebo.Ime Svarog po Moszynskem izhaja iz sanskritskega korena svar v pomenu »bliskanje, nebo, sonce«. Tudi po Petazzoniju je ime povezano s sanskritskimi besedami svar, surya (sonce), svarga (nebo). Swarga pomeni »sijoče, žareče nebo«. Martynav preko osetske pridevniške končnice -ak  ali -ag in preko skitske pridevniške končnice -akos in -agos sklepa, da Svarog pomeni pridevnik s pomenom »sijoči«.  P. Skok pa koren *svar povezuje z borbo, pa z gotskim swaran, ki pomeni »govoriti«.

## Obstoj Svarogovega kulta
Včasih so raziskovalci o obstoju njegovega čaščenja dvomili; V. Pisani npr. meni, da Svarog sploh ni nikoli obstajal, da ga je na osnovi obstoja patronimičnih imen s pripono –ič skonstruiral avtor Ipatske kronike iz 13. stoletja. danes pa je vse bolj verjetno, da je njegovo čaščenje dejansko obstajalo.Svarog kot starovzhodnoslovansko božanstvo je izrecno omenjen v Ipatski kroniki. Če ime Svarožič pomeni »otrok Svaroga«, potem je bil Svarog poznan tudi med zahodnimi Slovani. Zdi se, da je v češki in slovaški demonologiji Svarog preživel kot nadnaravni sokol in se kot ognjeni škrat lahko spreminja v zračni vrtinec ter v razne živali.

## Interpretacije Svarogovih funkcij
Ipatska kronika iz 13. stoletja navaja, da je bil Svarog, ki ga enači z grškim Hefajstom (Feosta), sprva vladar v Egiptu, na prestolu pa ga je nasledil sin Sonce (Helios), ki se imenuje Dažbog. Po tej kroniki je bil Svarog torej bolj dejavno božanstvo. V času njegove vladavine naj bi z neba padle klešče in tako je z njim povezana veščina kovaštva. Bil naj bi bog sonca, ognja in verjetno tudi domačega ognjišča. pomenljive so vzporednice s finskim kovačem Ilmarinenom in z baltskim Teljavelisom, ki je skoval Sonce in ga dvignil na nebo.
Svarog naj ne bi bil oče sonca in ognja: iz ljudskega pripovedištva namreč vemo, da sta bila med Slovani tudi mesec in zvezda danica brat oziroma sestra soncu in ognju. Potemtakem bi lahko bila Svarožičev (Svarogovih otrok) cela vrsta. Nekatere interpretacije Svaroga razlagajo kot brezdelnega boga stvarnika  (deus otiosus).Svarog naj bi bil breztelesen nebeški bog, tudi Ipatska kronika sporoča, da so Slovani s Svarogom imenovali nebo. Zdi se, da je Svarog tudi najprimernejši nadomestek za nekdanjega indoevropskega Dyau Pater-ja, ki so ga predniki Slovanov morali poznati, in ki je bil verjetno zaradi iranskih vplivov pozabljen.

## Astronomsko ozadje kulta
O astronomskem ozadju Svarogovega kulta ne obstaja soglasje. Na osnovi Ipatske kronike nekateri v Svarogu vidijo božanstvo sonca. Po Jacobsonu je Svarog povezan s sončnim Indro.  Po Moczynskem koren *swar pomeni tudi »sonce«  Vendar so pogoste tudi razlage, ki Svaroga povezujejo z Mesecem. Na to napeljuje že povezava z grškim lunarnim Hefajstom.